# José Marchena y Ruiz de Cueto
José Marchena Ruiz de Cueto (Utrera, 18 de novembre de 1768 – Madrid, 31 de gener de 1821), més conegut pel sobrenom d'Abat Marchena que va rebre durant els últims anys de la seva vida, va ser un polític, escriptor, periodista i traductor espanyol. Va passar la major part de la seva vida exiliat a França per escapar de la persecució inquisitorial de què va ser objecte en la seva joventut. Durant aquest temps va ser gairebé exclusivament un escriptor de llengua francesa, en què va compondre diversos pamflets i nombrosos articles periodístics. Són obres seves la tragèdia Polixena, el breu tractat Essai de Théologie, el pastitx del Satíricon titulat Fragmentum Petronii, unes Lecciones de Filosofía moral y Elocuencia, així com diverses poesies en castellà. Com a periodista, va ser redactor dels diaris El Observador, La Gaceta de la libertad y de la igualdad, Le Spectateur français i La Abeja Española.
Marchena va ser un dels espanyols que més activament va participar en la Revolució Francesa com a agitador polític i col·laborador més o menys estret de personatges tan destacats com Brissot, Miranda i Sieyès. La seva intervenció als esdeveniments revolucionaris va concitar en nombroses ocasions les ires de les autoritats franceses, que li ho van fer pagar amb diverses estades a la presó. Durant la Guerra de la Independència espanyola, es va arrenglerar amb el bàndol afrancesat i va ocupar diversos càrrecs a l'administració de Josep I. Acabada la guerra, Marchena es va veure obligat a exiliar-se una altra vegada a França. Només tornaria a Espanya després del pronunciament del general Riego, amb la idea de participar en la vida política espanyola, però la mort el va sorprendre pocs mesos després del seu retorn.
Sobretot Marchena és un dels traductors espanyols més influents del primer quart del segle xix. Se li deuen la primera traducció castellana del Contracte Social i altres llibres de Rousseau, a més de versions d'obres de Molière, Montesquieu, Voltaire, Volney i Lucreci, algunes de les quals han tingut nombroses edicions al llarg dels segles XIX i XX.